# Arthrodesmus mooari
Arthrodesmus mooari là một loài Song tinh tảo trong họ Desmidiaceae, thuộc chi Arthrodesmus.